# 동곡초등학교 (경기)
동곡초등학교는 대한민국 경기도 부천시 원미구에 있는 공립 초등학교이다.

## 학교 연혁
- 1983. 11. 30 동곡초등학교 설립 인가
- 1984. 08. 04 제1대 교장 김훈점 부임
- 1984. 09. 07 동곡초등학교 개교(18학급)
- 1986. 03. 10 동곡초등학교 병설유치원 개원(2학급)
- 1993. 07. 01 동곡초등학교 축구부 창단
- 2008. 03. 01 특수학급 1학급 편성
- 2010. 12. 31 학교평가 최우수교 표창(경기도교육감)
- 2011. 03. 축구부 경기도 학생체전 우승
- 2011. 12. 31 생활인권 최우수교 표창(경기도교육감)
- 2012. 6. ~ 2013. 2. 학교조직효율화 시범학교 운영
- 2012. 12. 15 교내자율장학 및 컨설팅장학지원우수교표창(경기도교육감)
- 2013. 12. 05 학생건강관리 및 체력증진우수교표창(경기도교육감)
- 2014. 02. 14 제29회 165명 졸업(계 7,120명)
- 2014. 03. 01 경기도교육청 혁신학교 지정
- 2014. 03. 01 34학급, 유치원 3학급 편성
- 2014. 09. 01 제11대 권칠종 교장 부임
- 2014. 11. 22 학교담장 벽화 그리기
- 2014. 12. 10 학생건강관리 및 체력증진우수교표창(경기도교육감)
- 2015. 02. 13 제30회 124명 졸업(계 7,244명)
- 2015. 03. 01 34학급, 유치원 3학급 편성